# Club Atlético Amalia
El Club Atlético Amalia es un club deportivo argentino fundado el 5 de mayo de 1917 en la ciudad de San Miguel de Tucumán, provincia de Tucumán. El club tiene como actividad principal al fútbol, pero también se practican el taekwondo, patín, gimnasia artística, entre otros. Esta afiliado a la Liga Tucumana de Fútbol.
Su estadio de fútbol se ubica en la calle 9 de Julio y Olleros.

## Historia

### Fundación y primeros pasos
El 5 de mayo de 1917, los obreros del Ingenio Amalia, fundaron el Club Atlético Amalia. El club participa desde sus inicios en los torneos organizados por la Liga Tucumana, sin embargo no ganó ningún título en el siglo XX.

### Primera Liga Tucumana
En 2008 fue un año muy especial para los villeros, ya que se consagrarían campeones de la Liga Tucumana por primera vez en su historia y se clasificarían al Torneo del Interior 2009. En 2010 se coronó campeón nuevamente de la Liga Tucumana. En 2013 participó del Torneo del Interior, donde consiguió el ascenso y se mantuvo hasta la desaparición del Federal B. El club también participó en la Copa Argentina.

## Clásico
Su clásico rival es Tucumán Central y con el cual disputa el clásico de zona sur.

## Estadio
Su primer estadio se ubicaba en Américo Vespucio 1100, pero tuvo que abandonarlo, es así que el ingenio le sede el lugar en donde se ubica su estadio actual. Su estadio Independencia de Tucumán se encuentra en Villa Amalia, en la calle 9 de julio.

## Colores
Su uniforme es camiseta negra y roja.

## Palmarés
| Torneos locales oficiales | Torneos locales oficiales |
| Competición               | Títulos                   |
| ------------------------- | ------------------------- |
| Liga Tucumana (2)         | 2008, 2010.               |